# Battle Tank
Battle Tank est un jeu vidéo d'action développé par Imagineering, édité par Absolute Entertainment et sorti sur NES est octobre 1990 aux États-Unis. Le jeu est similaire à Battlezone, un jeu d'Atari.

## Système de jeu
Le joueur prend place à l'intérieur d'un tank avec une vue à la première personne. Le tank est équipé d'un "smoke screen", un lance-missile, un canon de 150mm et d'une mitrailleuse calibre 50. L'objectif du jeu est de détruire tous les tanks et hélicoptères ennemies. Si le joueur tire en continu trop longtemps, la mitrailleuse surchauffera et prendra du temps à refroidir.

## Suites
Le jeu a eu plusieurs suites : Super Battletank sorti en 1992 et Super Battle Tank 2 sorti en 1993 sur Super Nintendo.